# A Thousand Words
A Thousand Words is een Amerikaanse komedie uit 2012 met in de hoofdrol Eddie Murphy. 

## Plot
Jack McCall mag nog maar duizend woorden zeggen, anders gebeurt er iets ergs.

## Ontvangst
De film heeft een zeldzame 0%-score op Rotten Tomatoes wat betekent dat geen enkele recensie op die website positief over de film is. De film was genomineerd voor drie Razzies waarvan het geen won.

## Rolverdeling
- Eddie Murphy - Jack McCall
- Kerry Washington - Caroline McCall
- Clark Duke - Aaron Wiseberger
- Cliff Curtis - Dr. Sinja
- Allison Janney - Samantha Davis
- Ruby Dee - Annie McCall